# Fülöp orléans-i herceg (1838–1894)
Fülöp orléans-i herceg ( franciául: Ferdinand-Philippe d'Orléans, Párizs, 1838. augusztus 24. – Stowe, Buckinghamshire, 1894. szeptember 8.) francia trónörökös.

## Élete
Fülöp részt vett amerikai polgárháborúban az Unió oldalán.

## Műve
- Louis Philippe Albert d’Orléans, Comte de Paris: History of the Civil War in America (Philadelphia, Porter and Coates, 1875–1888), 4 kötet

## Fordítás
Ez a szócikk részben vagy egészben  a   Louis Philippe Albert d’Orléans, comte de Paris című német Wikipédia-szócikk fordításán alapul.  Az eredeti cikk szerkesztőit annak laptörténete sorolja fel. Ez a jelzés csupán a megfogalmazás eredetét és a szerzői jogokat jelzi, nem szolgál a cikkben szereplő információk forrásmegjelöléseként.